# Car (Coleoptera)
Car é um de coleópteros da família Caridae, com distribuição restrita à Austrália.

## Espécies
- Car condensatus Blackburn, 1897
- Car cylindrirostris Voss, 1932
- Car intermedius Lea, 1926
- Car pini Lea, 1911